# Raya Bronstein
Raya Bronstein (in ebraico רעיה ברונשטיין‎?; Berlino, 1º ottobre 1929 – 4 maggio 2023) è stata una cestista, pesista e giavellottista israeliana.

## Carriera
Con Israele ha disputato i Campionati europei del 1950.